# بلاح حجة شرفین (یمن)
 بلاح حجه شرفین  به عربی ( بلاح الحجة الَشرفین )، روستایی است در دهستان طویله از توابع استان 
استان صَنعاء در کشور یمن در شبه جزیره عربستان.

## جمعیت
جمعیت آن (۷۷ ) نفر (۸ خانوار) می‌باشد.